# Marzolino
Marzolino ist ein italienischer halbfester Schnittkäse aus pasteurisierter Milch vom Hausschaf. Er gilt als Variante des Pecorino in der Toskana.
Der Name des Schafskäses leitet sich vom Begriff marzo für den Monat März ab. Als Cacio Marzolino ist er seit mehr als 2000 Jahren bekannt. Er wird heute ausschließlich in den Frühlingsmonaten produziert.
Seit Fettgehalt liegt bei 48 % Fett i. Tr. Die Reifezeit liegt bei 15 Tagen. Der Geschmack wird als mild und aromareich, der Käse als stark duftend beschrieben.

## Quelle
- Lexikon vom Käse, Komet Verlag GmbH, S. 173, ISBN 978-3-89836-733-2